# Glorianne Perrier
Glorianne Perrier (n. 21 martie 1929, Lewiston⁠(d), Maine, SUA – d. 7 martie 2015, Harvest⁠(d), Comitatul Madison, Alabama, Alabama, SUA) a fost o canoistă ce a reprezentat Statele Unite ale Americii, medaliată olimpică. A participat la 2 ediții ale Jocurilor Olimpice (1960, 1964) în care a câștigat o medalie de argint.